# Plectris pinsdorfi
Plectris pinsdorfi är en skalbaggsart som beskrevs av Frey 1967. Plectris pinsdorfi ingår i släktet Plectris och familjen Melolonthidae. Inga underarter finns listade i Catalogue of Life.